# Salice Salentino
Salice Salentino – miejscowość i gmina we Włoszech, w regionie Apulia, w prowincji Lecce.
Według danych na rok 2004 gminę zamieszkiwało 8861 osób, 152,8 os./km².